# Pháp điển
Pháp điển là tập hợp các quy phạm pháp luật đang còn hiệu lực của các văn bản quy phạm pháp luật do cơ quan nhà nước ở trung ương ban hành, từ Thông tư trở lên và trừ Hiến pháp.

## Thuật ngữ"Pháp điển"và "Pháp điển hóa"
"Pháp điển" (codification) có gốc là một từ Latin "Codex", dịch tiếng Việt là sách đóng gáy. Đây là một phát minh của người La Mã thời cổ đại nhằm thay thế cho sách ống cuộn trước đó. Điều này có nghĩa là "Pháp điển" hay "Bộ pháp điển" xuất hiện từ thời La Mã cổ đại.
Trong tiếng Việt, "Pháp điển" là một từ Việt cũ, một danh từ dùng để chỉ một bộ luật, tương tự như chữ "Code" trong tiếng Anh. 
Theo Từ điển thuật ngữ Lý luận nhà nước và pháp luật năm 2008: "Pháp điển hoá là hình thức hệ thống hoá pháp luật trong đó, cơ quan nhà nước có thẩm quyền tập hợp, sắp xếp các quy phạm pháp luật, các chế định luật, các văn bản quy phạm pháp luật trong ngành luật theo trình tự nhất định, loại bỏ những mâu thuẫn chồng chéo, các quy định lỗi thời và bổ sung những quy định mới. Kết quả của pháp điển hoá là văn bản quy phạm pháp luật mới trên cơ sở kế thừa và phát triển các quy phạm pháp luật cũ mà điển hình là bộ luật".

## Hình thức pháp điển
Do hệ thống pháp luật của mỗi quốc gia là khác nhau nên pháp điển trong hệ thống pháp luật và các hình thức tiến hành pháp điển ở các quốc gia là khác nhau. Tuy nhiên, về cơ bản có hai hình thức pháp điển chính như sau: 
- Pháp điển về mặt nội dung (Pháp điển lập pháp, pháp điển truyền thống, pháp điển có tạo ra quy phạm mới….) là việc xây dựng một văn bản pháp luật mới trên cơ sở rà soát, hệ thống hoá, tập hợp các quy định ở nhiều văn bản quy phạm pháp luật hiện hành vào văn bản đó với sự sửa đổi, bổ sung, điều chỉnh để phù hợp với thực tiễn.
- Pháp điển hình thức (pháp điển không làm thay đổi nội dung văn bản) là phương thức tập hợp, sắp xếp các quy phạm pháp luật đang có hiệu lực tại nhiều văn bản khác nhau thành các bộ luật theo từng chủ đề, bố cục logic và phù hợp, có thể kèm theo những sửa đổi, điều chỉnh cần thiết nhằm làm cho các quy định này phù hợp với nhau nhưng không làm thay đổi nội dung.

Căn cứ vào Điều 2 Pháp lệnh pháp điển hệ thống quy phạm pháp luật, pháp điển ở Việt Nam là pháp điển về hình thức. Cơ quan có thẩm quyền tập hợp, sắp xếp đầy đủ các quy phạm pháp luật đang còn hiệu lực vào Bộ pháp điển theo trật tự hợp lý và thường xuyên, kịp thời cập nhật quy phạm pháp luật mới hoặc loại bỏ quy phạm pháp luật hết hiệu lực mà không sửa đổi, bổ sung các quy phạm pháp luật thay thế hệ thống văn bản quy phạm pháp luật hiện hành.

## Cấu trúc
Bộ pháp điển Việt Nam gồm có 45 chủ đề (bộ phận cấu thành của Bộ pháp điển) và 265 đề mục (bộ phận cấu thành chủ đề). Mỗi chủ đề chứa đựng quy phạm pháp luật điều chỉnh các nhóm quan hệ xã hội nhất định được xác định theo lĩnh vực. Trong một chủ đề có một hoặc nhiều đề mục trong đó chứa đựng các quy phạm pháp luật điều chỉnh một nhóm quan hệ xã hội nhất định.